# Vale
För andra betydelser, se Vale (olika betydelser).

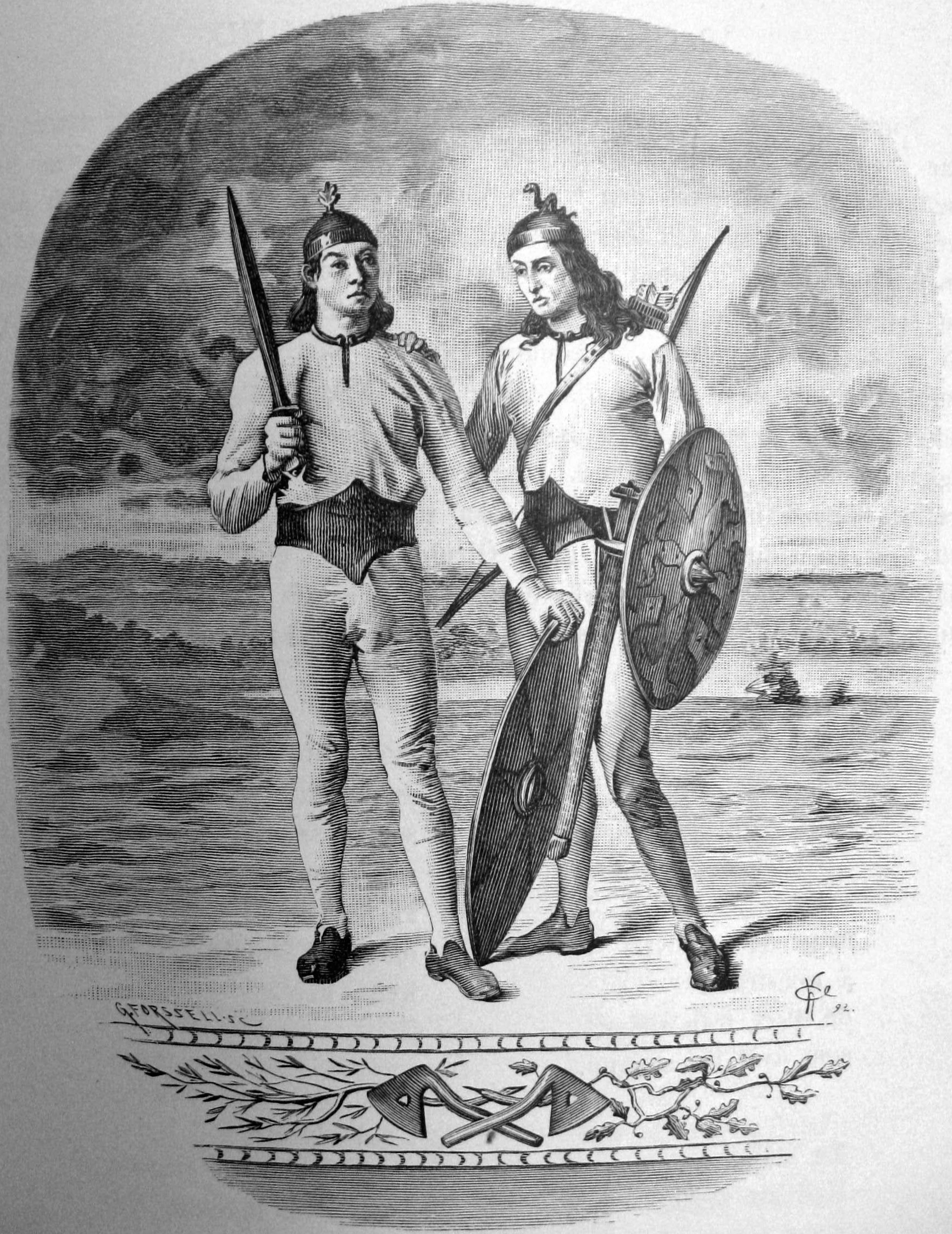
Vidar och Vale.

Vale ("han som påstår"), även Våle, Ale, Wale eller Wali, är i nordisk mytologi son till Oden och Rind. Han är förutbestämd att hämnas guden Balders död genom att dräpa hans baneman, guden Höder, och så sker när han bara är ett dygn gammal. Vale är djärv i strid och en mycket bra bågskytt. Han är en av de få gudar som överlever Surts brand i Ragnarök och sedan tillsammans med halvbrodern Vidar bosätter sig i Idavallen och tar över Odens sysslor.
I den poetiska eddan nämns Vale i tre dikter. Völuspa, Balders drömmar och Sången om Hyndla.
Ur Poetiska Eddan:
Rind föder Vale i Västersalar
en dag gammal skall Odins son dräpa.
Förrn han händer tvår och håret kammar
bär han på bålet Balders ovän.
Nödd har jag talat, nu skall jag tiga.
Balders drömmar, vers 11